# Pierre Restany
Pierre Restany (Els Banys d'Arles, 24 de junio de 1930-París, 29 de mayo de 2003) fue un crítico de arte francés internacionalmente reconocido como fundador del movimiento artístico llamado Nuevo realismo. 
Pierre Restany escribió el Primer manifiesto del nuevo realismo en abril de 1960. Esta declaración conjunta proclamó un «nuevo enfoque perceptivo de lo real»; fue firmada el 27 de octubre de 1960, en el taller de Yves Klein por: Yves Klein, Arman, Francois Dufrêne, Raymond Hains, Martial Raysse, Daniel Spoerri, Jean Tinguely y Jacques de la Villeglé.
El término «Nuevo Realismo» fue usado por vez primera en mayo de 1960 por Pierre Restany, para describir las obras de Arman, François Dufrêne, Raymond Hains, Yves Klein, Jean Tinguely y Jacques Villeglé, expuestas en Milán. Lo habían discutido antes con Klein, quien prefería la expresión réalisme d'aujourd'hui («realismo de hoy») y criticó el término «Nuevo». En 1961 se les unió César, Mimmo Rotella, después Niki de Saint Phalle y Gérard Deschamps.
Pierre Restany falleció en París 2003 y fue enterrado en el cementerio de Montparnasse.